# Galepsus fallaciosus
Galepsus fallaciosus är en bönsyrseart som beskrevs av Max Beier 1957. Galepsus fallaciosus ingår i släktet Galepsus och familjen Tarachodidae. Inga underarter finns listade i Catalogue of Life.